# Niaosong
Niaosong (chinesisch 鳥松區, Pinyin Niǎosōng qū, taiwanisch: Tsiáu-tshîng-khu) ist ein Bezirk der regierungsunmittelbaren Stadt Kaohsiung in der Republik China (Taiwan). Er ist besonders für den Chengcing-See, eines der beliebtesten Ausflugsziele der Stadt bekannt.

## Lage und Beschreibung

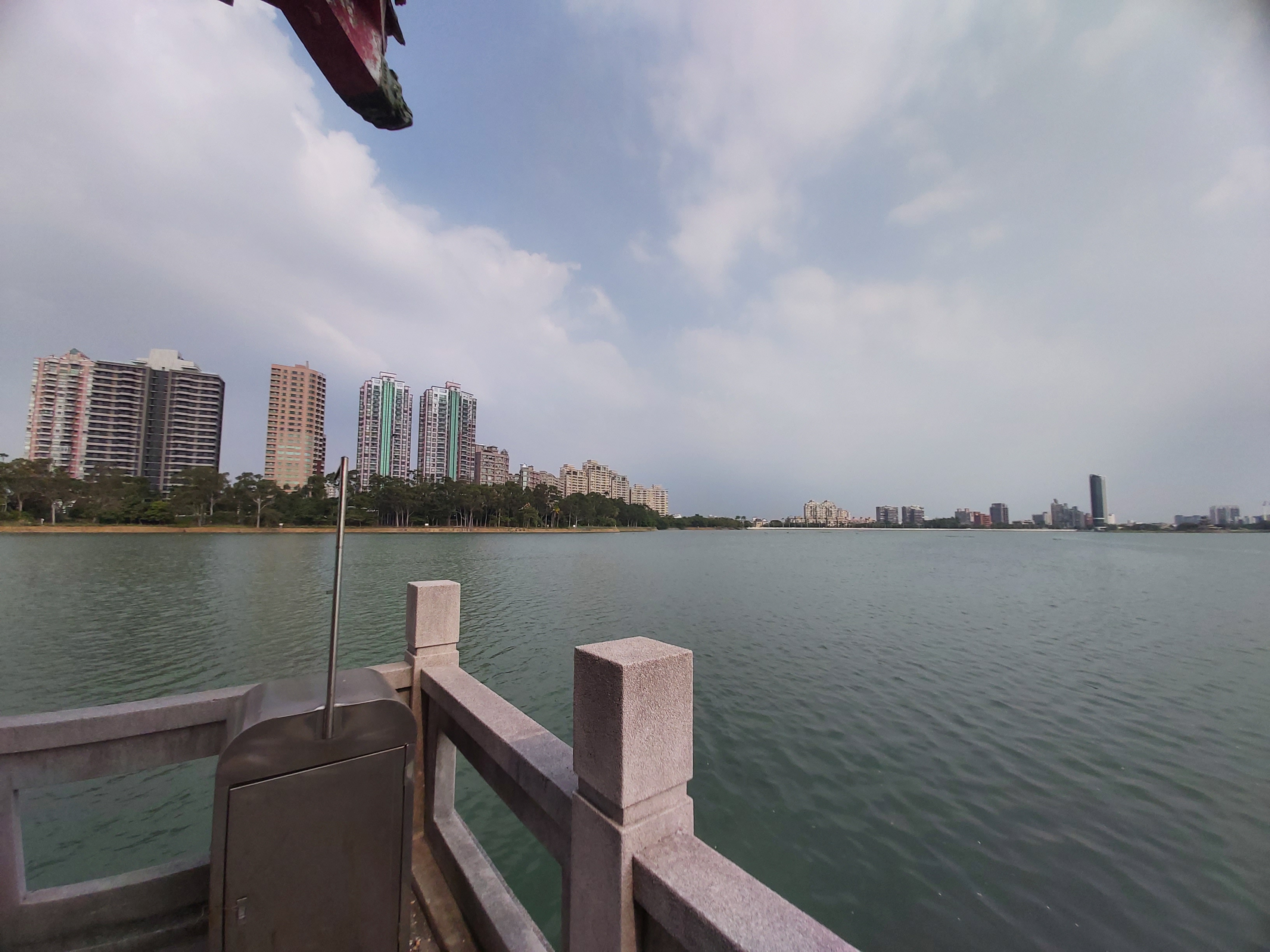
Der Chengcing-See

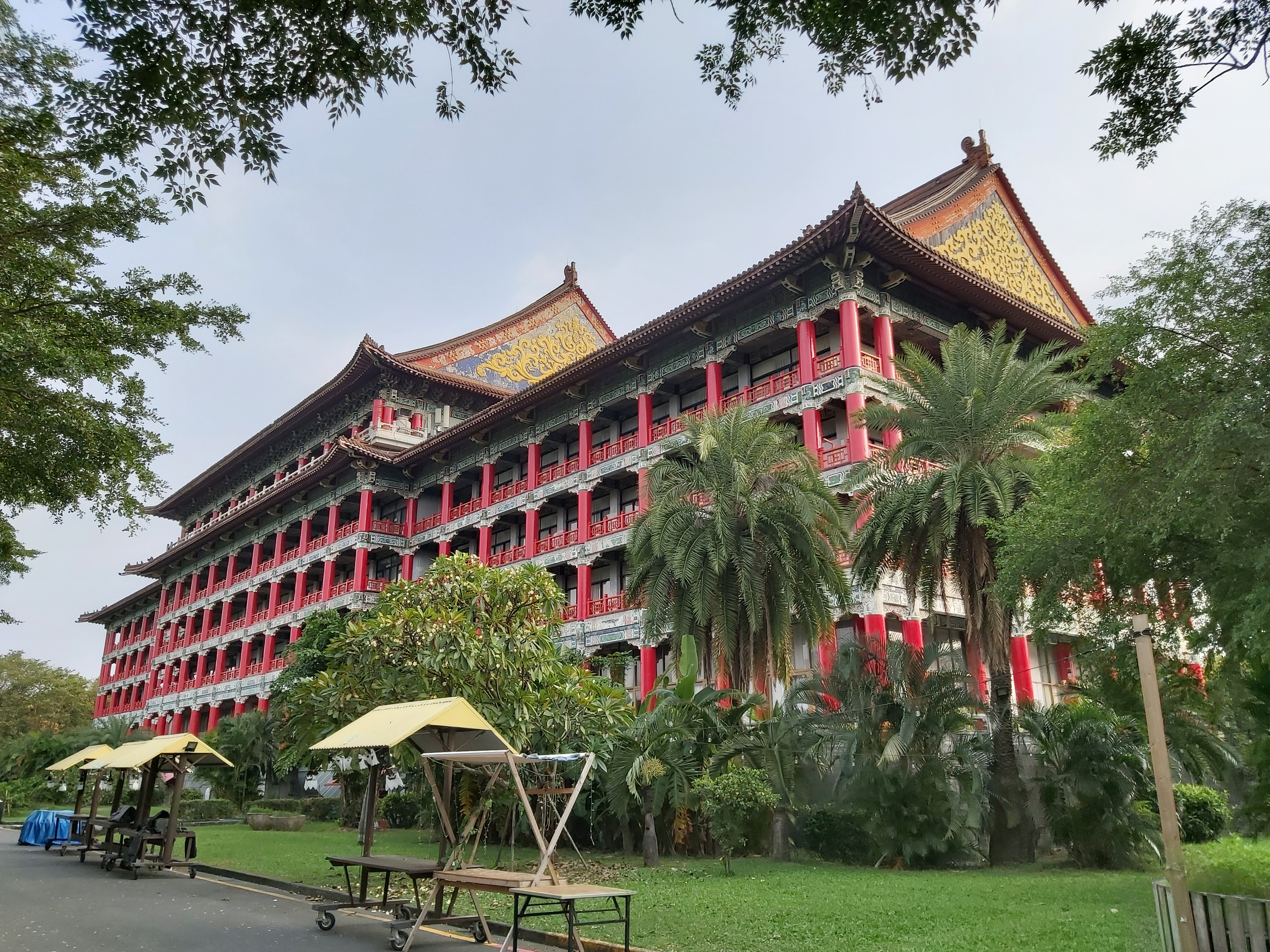
Das Kaohsiung Grand Hotel

Niaosong ist liegt im Südwesten der Stadt Kaohsiung. Seine Nachbarbezirke sind Renwu im Norden, Dashu im Osten, Daliao und Fengshan im Süden sowie Sanmin im Westen. Der Bezirk ist in die Viertel (里 lǐ) Niaosong, Mengli, Dahua, Dipu, Renmei, Dazhu und Huamei unterteilt. Das Gebiet ist in weiten Teilen noch ländlich geprägt, wobei zwischen den Vierteln große Unterschiede bestehen. So lebten im Jahr 2023 in dem an die Kaohsiunger Kernstadt angrenzenden Viertel Niaosong über 11.000 Menschen, im Viertel Dazhu am östlichen Rand des Bezirks hingegen nur etwa 700. Im August 2024 hatte der Bezirk Niaosong 44.293 Einwohner. Damit hatte sich die Bevölkerung seit 1981, als 22.231 Menschen gezählt wurden, ungefähr verdoppelt und Niaosong befand sich im Mittelfeld der Bezirke, die außerhalb der Kaohsiunger Kernstadt liegen. In den Jahren vor 2024 stagnierte das Wachstum.

## Geschichte
Der Name des Bezirks geht auf die taiwanische Bezeichnung tsiáu-tshîng (geschrieben 鳥松) für die hier wachsende Feigenart Ficus subpisocarpa zurück. Die Schriftzeichen werden im Hochchinesischen niǎosōng ausgesprochen. Da die  frühen chinesischen Siedler ab dem 18. Jahrhundert den Ort Tsiáu-tshîng-kha („unter dem Feigenbaum“) nannten, ist die Ansicht verbreitet, dass es dort einen großen, markanten Baum gab, in dessen Nähe die Siedlung entstand. Die meisten Siedler stammten aus der chinesischen Küstenprovinz Fujian, einige Einwanderer gehörten der Volksgruppe der Hakka an. Das fruchtbare und wasserreiche Gebiet Niaosongs eignete sich gut für die Landwirtschaft. Nach dem Ende der japanischen Herrschaft über Taiwan gehörte Niaosong zum Landkreis Kaohsiung, bis es am 25. Dezember 2010 zusammen mit den anderen Gemeinden des Landkreises der Stadt Kaohsiung angegliedert wurde.

## Verkehr und Wirtschaft
Die Autobahn Nationalstraße 1 durchquert Niaosong, aber es gibt keine Auf- oder Abfahrten. Wichtigster Verkehrsweg ist die Stadtstraße 183 (市道183號), die den Bezirk von Norden nach Süden durchläuft und direkt mit der Kernstadt im Süden verbindet. Der öffentliche Nahverkehr besteht aus einigen Buslinien. In Zukunft soll die Gelbe Linie der Kaohsiunger U-Bahn KMRT, mit deren Bau Ende 2023 begonnen wurde, nach Niaosong führen.
Hauptwirtschaftszweig Niaosongs ist die Landwirtschaft, wobei Ananas, Reis und Litschi die wichtigsten Produkte sind. Im Viertel Dazhu werden Reisnudeln hergestellt.
In Niaosong befindet sich die private Cheng-Shiu-Universität (正修科技大學).

## Kultur und Sehenswürdigkeiten

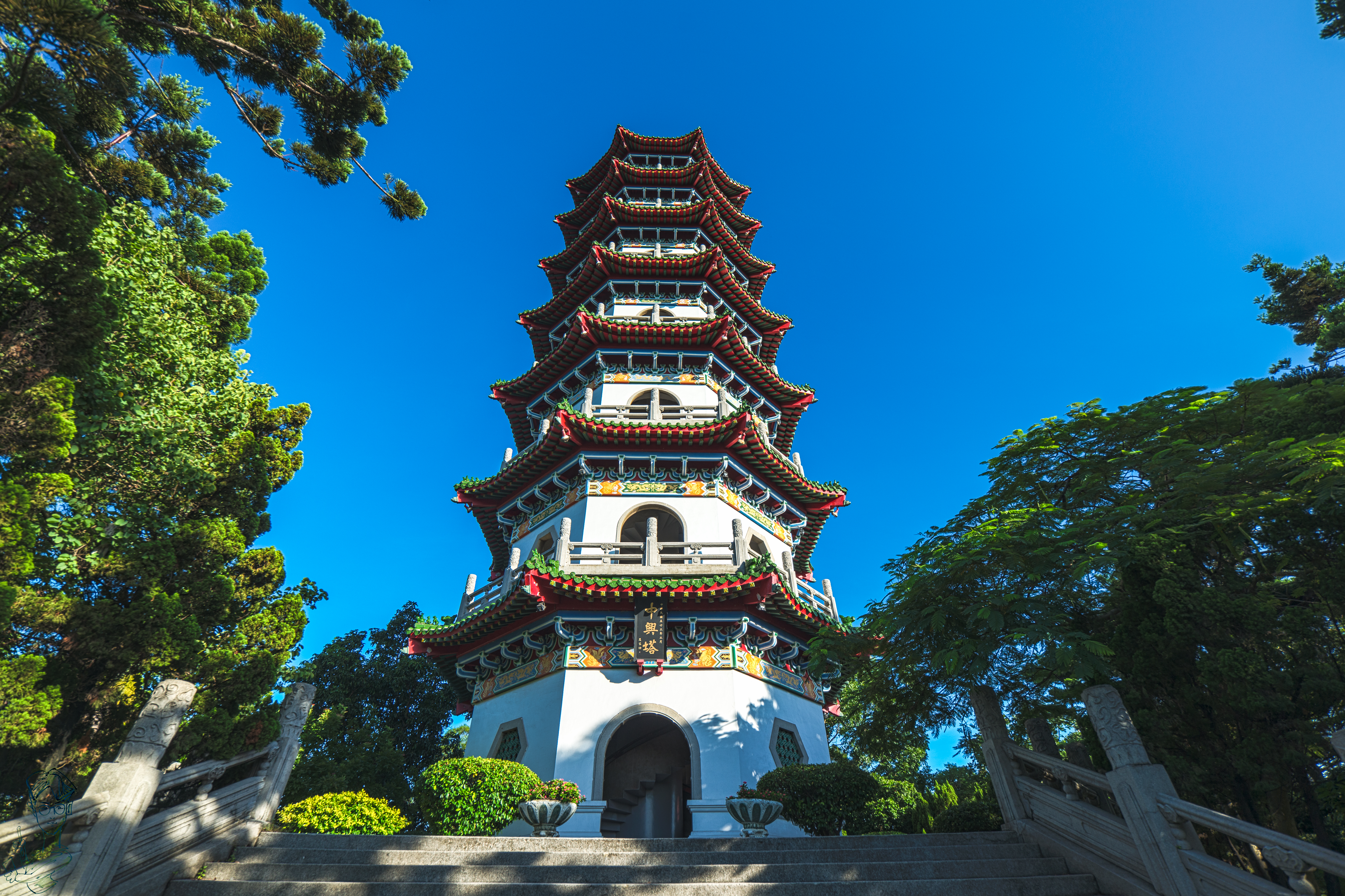
Die Zhongxing-Pagode

Der in Niaosong gelegene Chengcing-See (澄清湖) ist ein Stausee und mit dem ihn umgebenden Park eines der beliebtesten Ausflugsziele Kaohsiungs. Rund um das Wasser führen Spazierwege und auf der Neunkurvigen Brücke kann man ein Stück weit in den See hineingehen. Weitere Attraktionen sind ein Landhaus Chiang Kai-sheks und die Zhongxing-Pagode, von der man einen guten Ausblick auf den See und die Umgebung hat.
Unweit des Sees befinden sich ein Aquarium, das Kaohsiung Grand Hotel (高雄圓山大飯店), das Chengcing-See-Baseballstadion, das etwa 20.000 Zuschauer fasst, und das Kaohsiung Chang Gung Memorial Hospital. In der Nähe des Krankenhauses liegt der Niaosong-Feuchtgebiet-Park, der für die Öffentlichkeit zugänglich ist und in dem man einheimische Pflanzen und Tiere sehen und beobachten kann.
In Niaosong gibt es eine Reihe daoistischer und buddhistischer Tempel sowie christliche Gemeinden. Bedeutendstes Heiligtum ist der an der Nordseite des Chengcing-Sees gelegene Tempel Balong Gong (八隆宮), in dem die Gottheit Chi Fu Wangye verehrt wird. Die frühen Siedler brachten den Kult aus Fujian mit, die Anfänge des Tempels reichen bis ins 18. Jahrhundert zurück.